# Jarkko Immonen
Jarkko Immonen (Rantasalmi, 19 aprile 1982) è un hockeista su ghiaccio finlandese.

## Palmarès

### Olimpiadi invernali
- Bronzo a Vancouver 2010
- Bronzo a Soči 2014

### Campionati mondiali
- Oro a Slovacchia 2011
- Argento a Bielorussia 2014